# Rajd Cypru 2009
Rezultaty Rajdu Cypru (37th FxPro Cyprus Rally), 3. rundy Rajdowych Mistrzostw Świata w 2009 roku, który odbył się w dniach 13-15 marca:

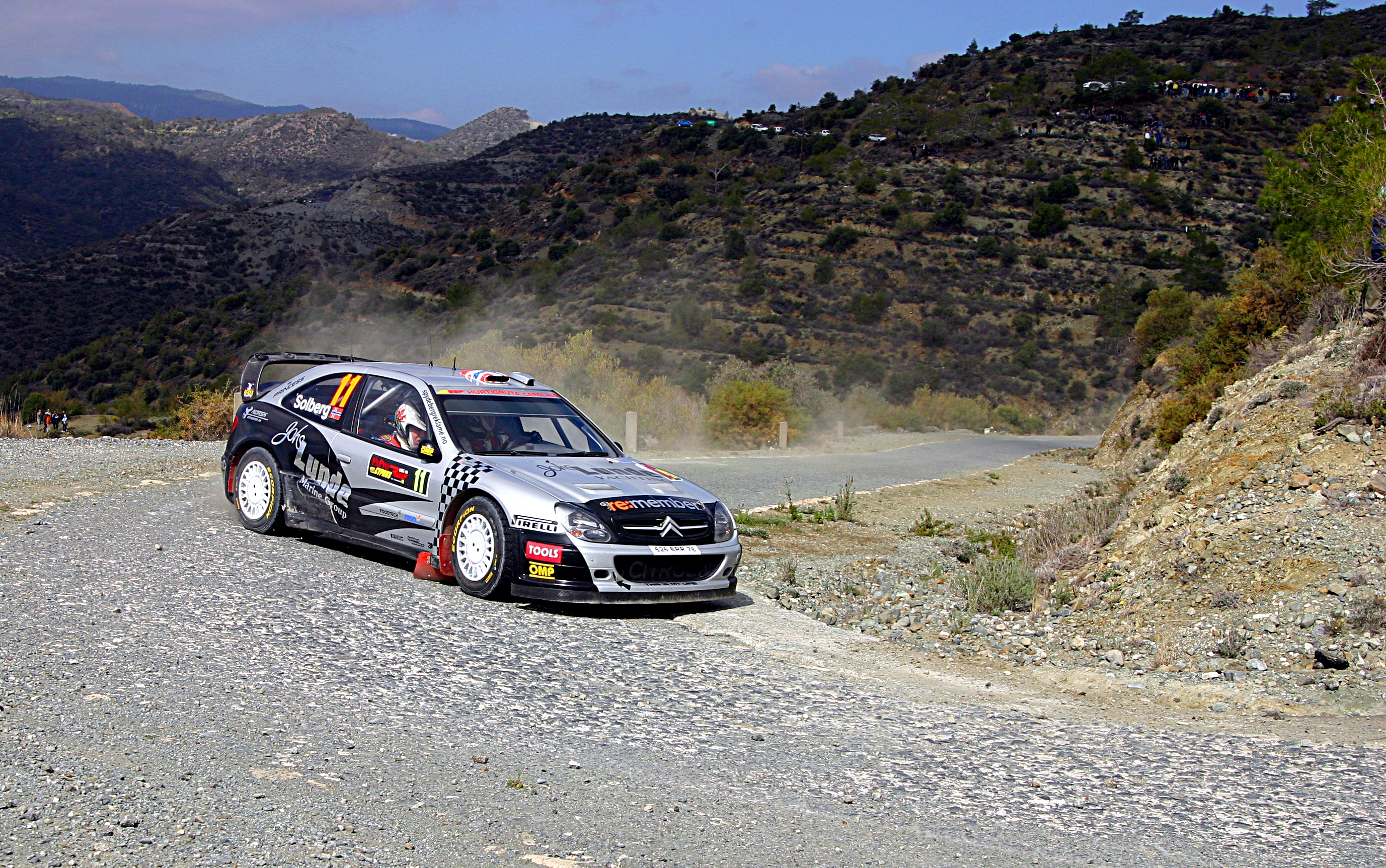
Petter Solberg podczas zapoznania przed rajdem

## Klasyfikacja ostateczna
| Msc.     | Kierowca              | Pilot                | Samochód                 | Czas      | Strata   | Grupa | Punkty |
| WRC      | WRC                   | WRC                  | WRC                      | WRC       | WRC      | WRC   | WRC    |
| -------- | --------------------- | -------------------- | ------------------------ | --------- | -------- | ----- | ------ |
| 1.       | Sébastien Loeb        | Daniel Elena         | Citroën C4 WRC           | 4:50:34.7 |          | A8 M  | 10     |
| 2.       | Mikko Hirvonen        | Jarmo Lehtinen       | Ford Focus RS WRC 08     | 4:51:01.9 | 27.2     | A8 M  | 8      |
| 3.       | Petter Solberg        | Phil Mills           | Citroën Xsara WRC        | 4:52:24.1 | 1:49.4   | A8    | 6      |
| 4.       | Daniel Sordo          | Marc Marti           | Citroën C4 WRC           | 4:53:01.0 | 2:26.3   | A8 M  | 5      |
| 5.       | Matthew Wilson        | Scott Martin         | Ford Focus RS WRC 08     | 4:57:15.7 | 6:41.0   | A8 M  | 4      |
| 6.       | Conrad Rautenbach     | Daniel Barritt       | Citroën C4 WRC           | 5:01:46.6 | 11:11.9  | A8 M  | 3      |
| 7.       | Federico Villagra     | Jorge Pérez Companc  | Ford Focus RS WRC 08     | 5:03:53.2 | 13:18.5  | A8 M  | 2      |
| 8.       | Khalid Al Qassimi     | Michael Orr          | Ford Focus RS WRC 08     | 5:04:18.8 | 13:44.1  | A8    | 1      |
|          |                       |                      |                          |           |          |       |        |
| 12.      | Jari-Matti Latvala    | Miikka Anttila       | Ford Focus RS WRC '09    | 5:13:09.0 | +22:34.3 | A8 M  |        |
|          |                       |                      |                          |           |          |       |        |
| 18.      | Henning Solberg       | Cato Menkerud        | Ford Focus RS WRC '08    | 5:23:38.8 | +33:04.1 | A8 M  |        |
| JWRC     |                       |                      |                          |           |          |       |        |
| 1. (14.) | Martin Prokop         | Jan Tománek          | Citroën C2 S1600         | 5:20:54.0 |          | A6    | 10     |
| 2. (17.) | Michał Kościuszko     | Maciej Szczepaniak   | Suzuki Swift S1600       | 5:22:30.8 | 1:36.8   | A6    | 8      |
| 3. (20.) | Aaron Burkart         | Michael Kölbach      | Suzuki Swift S1600       | 5:40:42.9 | 19:48.9  | A6    | 6      |
| PWRC     |                       |                      |                          |           |          |       |        |
| 1. (9.)  | Patrik Sandell        | Emil Axelsson        | Škoda Fabia S2000        | 5:10:11.3 |          | N4    | 10     |
| 2. (10.) | Armindo Araújo        | Miguel Ramalho       | Mitsubishi Lancer Evo IX | 5:10:29.6 | 18.3     | N4    | 8      |
| 3. (11.) | Nasir al-Atijja       | Giovanni Bernacchini | Subaru Impreza STI N14   | 5:11:10.1 | 58.8     | N4    | 6      |
| 4. (13.) | Toshihiro Arai        | Glenn MacNeall       | Subaru Impreza STI N14   | 5:18:45.4 | 8:34.1   | N4    | 5      |
| 5. (15.) | Andis Neiksans        | Peteris Dzirkals     | Mitsubishi Lancer Evo IX | 5:21:46.6 | 11:35.3  | N4    | 4      |
| 6. (16.) | Charalambos Timotheou | Savvas Laos          | Mitsubishi Lancer Evo IX | 5:22:01.7 | 11:50.4  | N4    | 3      |
| 7. (19.) | Frédéric Sauvan       | Thibault Gorczyca    | Mitsubishi Lancer Evo IX | 5:39:10.2 | 28:58.9  | N4    | 2      |
| 8. (21.) | Gábor Mayer           | Robert Tagai         | Subaru Impreza WRX STI   | 5:42:27.4 | 32:16.1  | N4    | 1      |

1. ↑  Litera M przy oznaczeniu grupy do której należy samochód oznacza, iż tylko ci kierowcy zdobywali punkty dla swoich zespołów liczonych w klasyfikacji producentów na koniec sezonu.

## Odcinki specjalne
| Dzień      | Odcinek | Godz. rozp. | Nazwa         | Długość  | Zwycięzca   | Czas    | Średnia prędkość | Lider rajdu |
| ---------- | ------- | ----------- | ------------- | -------- | ----------- | ------- | ---------------- | ----------- |
| 1 13 marca | OS1     | 09:23       | Panagia 1     | 30,33 km | S. Loeb     | 22:01.3 | 82,6 km/h        | S. Loeb     |
| 1 13 marca | OS2     | 10:21       | Mylikouri 1   | 7,37 km  | S. Loeb     | 5:33.9  | 79,5 km/h        | S. Loeb     |
| 1 13 marca | OS3     | 10:46       | Gerakies 1    | 29,40 km | S. Loeb     | 21:09.2 | 83,4 km/h        | S. Loeb     |
| 1 13 marca | OS4     | 14:34       | Panagia 2     | 30,33 km | S. Loeb     | 22:06.8 | 82,3 km/h        | S. Loeb     |
| 1 13 marca | OS5     | 15:32       | Mylikouri 2   | 7,37 km  | S. Loeb     | 5:34.9  | 79,2 km/h        | S. Loeb     |
| 1 13 marca | OS6     | 15:57       | Gerakies 2    | 29,40 km | D. Sordo    | 21:18.0 | 82,8 km/h        | S. Loeb     |
| 2 14 marca | OS7     | 08:43       | Anadiou Dam 1 | 11,70 km | J. Latvala  | 11:02.4 | 63,6 km/h        | S. Loeb     |
| 2 14 marca | OS8     | 09:11       | Pano Panagia  | 28,17 km | M. Hirvonen | 30:29.8 | 55,4 km/h        | S. Loeb     |
| 2 14 marca | OS9     | 11:19       | Orkontas      | 18,54 km | S. Loeb     | 18:36.5 | 59,8 km/h        | S. Loeb     |
| 2 14 marca | OS10    | 15:17       | Xyliatos      | 30,94 km | P. Solberg  | 28:16.1 | 65,7 km/h        | S. Loeb     |
| 2 14 marca | OS11    | 16:20       | Kourdali      | 26,25 km | P. Solberg  | 26:31.5 | 59,4 km/h        | S. Loeb     |
| 3 15 marca | OS12    | 09:18       | Foini         | 30,03 km | M. Hirvonen | 26:18.7 | 68,5 km/h        | S. Loeb     |
| 3 15 marca | OS13    | 10:49       | Anadiou       | 40,54 km | M. Hirvonen | 39:27.2 | 61,7 km/h        | S. Loeb     |
| 3 15 marca | OS14    | 12:02       | Anadiou Dam 2 | 11,70 km | M. Wilson   | 10:41.8 | 65,6 km/h        | S. Loeb     |

## Klasyfikacja po 3 rundach
Tabele przedstawiają tylko pięć pierwszych miejsc.

### Kierowcy
| Lp. | Kierowca        | Pkt |
| --- | --------------- | --- |
| 1   | Sébastien Loeb  | 30  |
| 2   | Mikko Hirvonen  | 22  |
| 3   | Daniel Sordo    | 17  |
| 4   | Henning Solberg | 10  |
| 5   | Petter Solberg  | 9   |

### Producenci
| Lp. | Producent                          | Pkt |
| --- | ---------------------------------- | --- |
| 1   | Citroën Total WRT                  | 48  |
| 2   | BP Ford Abu Dhabi World Rally Team | 32  |
| 3   | Stobart VK Ford Rally Team         | 22  |
| 4   | Citroën Junior Team                | 11  |
| 5   | Munchi's Ford WRT                  | 3   |